# Pia Crafoord
Pia Crafoord, född Rampell 1967 i Stockholm, död i november 2009, var en svensk konstnär och illustratör.
Crafoord utbildade sig vid flera konstskolor, bland andra Konstskolan Basis 1994-1996, Gerlesborgsskolan i Stockholm 1997-1999 och en examen från Konstfack 2003. Under flera år tecknade hon i Dagens Nyheter. Hon har även tecknat för Stockholms stadsteater och Bang. Hennes alster har ställts ut på bland annat Galleri Agardh & Tornvall, Edsvik konsthall, Bygdegårdarnas riksförbund och på vårsalongen i Liljevalchs konsthall.
1999 fick hon stipendium från Gerlesborgsskolan, och 2004 från Tecknarnas fotokopieringsfond. Hon var gift och hade tre barn.